# Juan Jesus
Juan Guilherme Nunes Jesus (nascut el 10 de juny de 1991) més conegut com a Juan Jesús o simplement Juan, és un futbolista professional brasiler que juga com a defensa central o lateral esquerre, a l'SSC Napoli.

## Palmarès
SC Internacional
- 1 CONMEBOL Libertadores: 2010
- 1 Recopa Sud-americana: 2011
- 1 Campionat gaúcho: 2011

SSC Napoli
- 1 Serie A: 2022-23[1]

Selecció brasilera
- 1 Medalla d'argent als Jocs Olímpics d'estiu: 2012
- 1 Copa del Món sub-20: 2011
- 1 Campionat sud-americà sub-20: 2011
- 1 Superclásico de las Américas: 2014